# Estación de Natzaret
Natzaret es una estación de la línea 10 de Metrovalencia que se encuentra en el barrio de Natzaret de Valencia. Fue inaugurada el 17 de mayo de 2022. Está situada en la calle de Fontilles, donde se levanta un andén entre las dos vías de tranvía.